# Arvidsjaurs garnison
Arvidsjaurs garnison är en garnison inom svenska Försvarsmakten som verkat i olika former sedan 1980. Garnisonen är belägen i södra delen av Arvidsjaur i direkt anslutning till Arvidsjaurs skjutfält.

## Historik
Arvidsjaurs garnison är en av de yngre garnisonerna i Sverige och dess historia sträcker sig tillbaka till den 5 juni 1973, då regeringen lade fram en proposition till riksdagen med ett förslag om att förlägga ett nytt fredsförband till Arvidsjaur. I proposition föreslog regeringen att det nya förbandet i Arvidsjaur skulle överta namn och benämning från Norrlands dragoner (K 4). Bakgrunden till förslaget var att Regeringen Palme I ville förlägga ett fredsförband till Arvidsjaur för att motverka avfolkningen av Norrlands inland. Ett nytt fredsförband var en av flera sysselsättningsskapande åtgärder som lades fram av regeringen under 1960-talet och början av 1970-talet. Att det blev Norrlands dragoner som föreslogs att lokaliseras till Arvidsjaur var dock från början ingen självklarhet. Debatten om ett nytt fredsförband i Norrlands inland hade förts en längre tid där orter som Arvidsjaur, Storuman, Vilhelmina, Lycksele, Sorsele, Jokkmokk och Överkalix uppvaktade regeringen med att få bli mottagare av det nya fredsförbandet. Dock var både överbefälhavaren och chefen för armén starkt kritiska till att förlägga ett nytt förband till en ny ort i Norrland. Istället ansåg de båda att om den militära verksamheten skulle utökas, borde detta ske genom att befintliga utbildningsförband byggdes ut och förbättrades. Vidare ansåg både överbefälhavaren och chefen för armén att om ett nytt förband skulle inrättas borde detta förläggas öster om Lule älv. Skulle förbandet förläggas väster om älven ansåg överbefälhavaren att Arvidsjaur var den minst olämpliga förläggningsorten. Chefen för armén ansåg att irrationella lösningar får komma i fråga endast när det gäller nödvändiga mobiliserings- och beredskapsåtgärder.
Försvarets rationaliseringsinstitut förordade dock att Norrlands dragoner skulle omlokaliseras från Umeå garnison till Arvidsjaur, vilket även blev det förslag som regeringen lade fram för riksdagen och som antogs den 13 december 1973. Det kasernetablissementet som uppfördes i Arvidsjaur, uppfördes för att verka i ett subarktiskt klimat, där kasernerna är sammanbyggda med en huvudbyggnad. Varje skvadron vid regementet har en egen enhet i byggnaden och logementen var avsedda för jägargrupper. Den 1 april 1980 flyttade Norrlands dragoner in i det nya kasernetablissementet i Arvidsjaur och antog samtidigt det nya namnet Norrlands dragonregemente. I juni 1980 ryckte de första värnpliktiga in på garnisonen i Arvidsjaur, vilken invigdes av H.M. Konung Carl XVI Gustaf den 20 september samma år.

### Garnisonen läggs ner...
Inför försvarsbeslutet 2004 föreslog regeringen att endast ett jägarförband av Livregementets husarer (K 3) och Norrlands dragonregemente (K 4) skulle kvarstå i grundorganisationen. I valet mellan de två regementena framhöll regeringen att Livregementets husarer ansågs vara en integrerad enhet med utbildning av underrättelseförband inklusive fallskärmsjägare och luftburna enheter. Till detta kom även att Särskilda skyddsgruppen var lokaliserad till Karlsborgs garnison. Vidare framhölls den närhet Livregementets husarer har till goda övnings- och skjutfält, närhet till mekaniserade förband och underhållsförband i Skövde samt den militära flygplatsen i Karlsborg. Gällande Norrlands dragonregemente ansåg regeringen att förbandet enbart är en plattform med utbildning av jägarförband med en begränsad verksamhet inom garnisonsorten. Därmed föreslog regeringen för riksdagen att Livregementets husarer (K 3) skulle kvarstå och garnisonen i Arvidsjaur med Norrlands dragonregemente (K 4) skulle avvecklas. I dess ställe skulle en jägarbataljon upprättas vid Norrbottens regemente i Boden. Dock fick aldrig regeringen någon majoritet i riksdagen för sin proposition då Vänsterpartiet pekade på att Arvidsjaur som ort var extremt försvarsmaktsberoende, då cirka 8% av ortens sysselsatta var anställda inom Försvarsmakten. I propositionen redovisades en hyresbesparing på 22 miljoner kronor, Vänsterpartiet pekade på att den skulle få bäras av Fortifikationsverket då man ansåg att anläggningen i Arvidsjaur inte har någon alternativ användning. I december 2004 nåddes en uppgörelse mellan Vänsterpartiet och regeringen där regeringen lovade ersättningsjobb till Arvidsjaur, bland annat i form av att jägarbataljonen, som i den nya organisationen tillhörde Norrbottens regemente i Boden, skulle förläggas till Arvidsjaur, vidare skulle både civil som militär testverksamhet förläggas till Arvidsjaur. Den 31 december 2004 avvecklades Norrlands dragonregemente (K 4), från och med 1 januari 2005 övergick regementet till en avvecklingsorganisation fram till dess att avvecklingen skulle vara slutförd senast den 30 juni 2006. Utbildningsbataljonen vid regementet kvarstod dock i Försvarsmaktens grundorganisation och inordnades i Norrbottens regemente som Arméns jägarbataljon (AJB) med bibehållen förläggning i Arvidsjaur.

### ... och återinrättas
Inför försvarsbeslutet 2020 presenterade regeringen den 12 oktober 2020 en överenskommelse om att från 2022 återetablera Norrlands dragonregemente i Arvidsjaur. I försvarspropositionen motiverade regeringen återinrättandet av regementet med den utökade grundutbildningen som följer av organiseringen av två norrlandsjägarbataljoner. Med en utökad utbildning i Arvidsjaur av norrlandsjägarbataljoner särskilt utformade och utbildade för att verka i subarktisk miljö förstärks även den militära närvaron och förmågan i övre Norrland, liksom möjligheterna att verka på Nordkalotten. Eftersom verksamhet kontinuerligt bedrivits i Arvidsjaur även sedan Norrlands dragonregemente lades ned finns huvuddelen av den infrastruktur som behövs redan på plats. För att återinrätta organisationsenheten Norrlands dragonregemente behöver, utöver befintliga lokaler, ytterligare militär och civil personal tillföras för att inrätta en regementsstab samt stödenheter såsom logistikenhet, försvarshälsa samt skjutfältsavdelning. Den 24 september 2021 återetablerades Norrlands dragonregemente genom en ceremoni, där bland annat Carl XVI Gustaf, statsminister Stefan Löfven och överbefälhavaren Micael Bydén närvarade och där Carl XVI Gustaf förklarade regementet återupprättat. Klockan 12.00 överlämnade överbefälhavaren befälet över Norrlands dragonregemente till dess nye chef Teddy Larsson.